# Dirphiopsis
Genre
Le genre Dirphiopsis regroupe des papillons appartenant à la famille des Saturniidae. Les espèces de ce genre vivent sur les continents américains ; on trouve des membres de ce genre du Mexique jusqu'à l'Argentine.

## Liste d'espèces
- Dirphiopsis ayuruoca (Foetterle, 1901)
- Dirphiopsis curvilineata (Decaëns, Wolfe & Herbin 2003)
- Dirphiopsis delta (Foetterle, 1901)
- Dirphiopsis epiolina (R. Felder & Rogenhofer, 1874)
- Dirphiopsis flora (Schaus, 1911)
- Dirphiopsis herbini (Wolfe, 2003)
- Dirphiopsis janzeni (Lemaire)
- Dirphiopsis multicolor (Walker, 1855)
- Dirphiopsis oridocea (Schaus, 1924)
- Dirphiopsis picturata (Schaus, 1913)
- Dirphiopsis plara
- Dirphiopsis pulchricornis (Walker, 1855)
- Dirphiopsis schreiteri (Schaus, 1925)
- Dirphiopsis trisignata (R. Felder & Rogenhofer, 1874)
- Dirphiopsis undulinea (F. Johnson, 1937)
- Dirphiopsis unicolor (Lemaire, 1982)
- Dirphiopsis uniformis (Lemaire 1975 )
- Dirphiopsis wanderbilti (Pearson, 1958)
- Dirphiopsis wolfei (Lemaire, 1992)